# دردسرهای ماهیگیری
دردسرهای ماهیگیری (انگلیسی: Towed in a Hole) یک فیلم کمدی آمریکایی به کارگردانی جرج مارشال است که در سال ۱۹۳۲ منتشر شد.

## بازیگران
- استن لورل
- اولیور هاردی
- بیلی گیلبرت